# دی بوشس
دی بوشس (به هلندی: De Bosjes) یک منطقهٔ مسکونی در هلند است که در بورن (هلند) واقع شده‌است.